# Rio Progo
O rio Progo (em javanês: Kali Praga) é um rio do sul da ilha de Java, Indonésia. Nasce no monte Sundoro e atravessa a província de Java Central e a região especial de Yogyakarta, desaguando no oceano Índico, perto de Yogyakarta.[carece de fontes?]
Com 138 km de comprimento, o rio corre para sudeste, passando pela cidade de Magelang, depois atravessa a planície histórica de Kedu, passando junto aos famosos templos de Borobudur, Mendut e Pawon. Na região especial de Yogyakarta forma a fronteira natural entre as regências de Sleman, Kulon Progo e Bantul. A foz situa-se na praia de Trisik, na costa sul de Java.[carece de fontes?]